# Багатовіковий дуб (Чернігів, вул. Толстого)
Багатовікови́й дуб — ботанічна пам'ятка природи місцевого значення в Україні. Розташована в місті Чернігів, на вул. Толстого, 90. 
Площа 0,01 га. Статус присвоєно згідно з рішенням Чернігівського облвиконкому від 27.04.1964 року № 236; рішення від 10.06.1972 року № 303; рішення від 27.12.1984 року № 454; рішення від 28.08.1989 року № 164. Перебуває у віданні: Чернігівське РБД «Зеленбуд». 
Статус присвоєно для збереження одного екземпляра дуба віком бл. 400 років. 